# Chanac
Chanac egy község Franciaország déli részén, Lozère megyében.

## Fekvés
Chanac a Lot völgyében fekszik, Mende-tól 20 km-re nyugatra. A Lot völgyétől északra Felső-Gévaudan gránithegyei, délre pedig a Causse de Sauveterre 800–1000 m magas mészkőfennsíkja emelkedik. A rendkívül ritkán lakott causse teszi ki a 71,1 km²-es községterület nagy részét (Chanac a megye 5. legnagyobb területű községe).
Számos szórványtelepülés tartozik hozzá: Ressouches, Le Villard (a Lot-völgyben); Le Lieuran, Poujans, La Nojarède, Les Arts, Le Cros, Le Sec, La Rouvière, Le Gazy, Les Fons, Le Sabatier, Le Jas, Chazoux, Laumède (a Causse de Sauveterre-on).
Közigazgatásilag keletről Sainte-Énimie és Balsièges, délről Laval-du-Tarn és La Canourgue, nyugatról Les Salelles és Palhers, északról pedig Grèzes, Esclanèdes és Barjac határolja. Maga a falu 650 m magasan terül el, de közigazgatási területe 612–1004 m magasságban fekszik.

## Történelem
Chanac a történelmi Gévaudan Peyre-i báróságához tartozott. 1194-ben IV. Béranger aragóniai király erődítményt, majd 1220-ban IV. Guillaume mende-i püspök kastélyt építtetett itt. A kastély a püspökök nyári rezidenciája volt. Le Villard erődjét a protestánsok 1562-ben lerombolták. 1695-ben egy tűzvészben nagy része leégett. Chanac püspöki kastélya 1793. június 2-án az ellenforradalmárokkal vívott véres harcokban csaknem teljesen elpusztult. Franciaország német megszállása (1940-1944) alatt a kollaboráns hatóságok internáló tábort tartottak itt fenn. A korábban önálló Le Villard községet 1973. július 1-jén csatolták Chanac-hoz.

## Gazdaság
A Sauveterre-fennsíkon Le Cros-Haut közelében kiterjedt külszíni mészkőfejtő működik.

## Demográfia
| Év   | Lakosság |
| ---- | -------- |
| 1793 | 1900     |
| 1851 | 1713     |
| 1876 | 1661     |
| 1901 | 1380     |
| 1936 | 976      |

| Év   | Lakosság |
| ---- | -------- |
| 1946 | 955      |
| 1954 | 826      |
| 1962 | 892      |
| 1968 | 866      |

| Év   | Lakosság |
| ---- | -------- |
| 1975 | 988      |
| 1982 | 1019     |
| 1990 | 1035     |
| 1999 | 1153     |
| 2010 | 1399     |

## Nevezetességek
- Vártorony (donjon) - 12. századi erődítmény - későbbi püspöki palota fennmaradt tornya. A palota 1793-ban csaknem teljesen elpusztult, ez az egyetlen fennmaradt része. 1988 óta községi tulajdonban van.
- Keresztelő Szent Jánosnak szentelt katolikus templom - 1263-ban épült. A bejárathoz vezető lépcsősor 1890-ből származik.
- Óratorony (beffroi) - 1745-ben említik először, mai formáját 1829-ben nyerte el.
- Le Villard - 12. századi erődítmény romjai találhatóak a Chanac-tól 5 km-re fekvő kis településen. Az itteni Saint-Privat-nak szentelt templom szintén középkori eredetű (az egykori vár kápolnája volt), mai formáját 1863-ban nyerte el.
- Ressouches - a Chanactól 3 km-re nyugatra fekvő településen 13. századi eredetű, 17. században átépített kastély található. A kastélyhoz park és kápolna is tartozik.
- 14. századi eredetű híd (Pont Vieux)
- Chanacban számos 17-18. századi ház maradt fenn.
- A történelem előtti korok emlékei a Causse de Sauveterre dolmenjei (7), de található itt 1-1 menhir és tumulus is. Ezeket 13 km hosszú turistaút köti össze (Le sentier de la Préhistoire).[3]

## Képtár

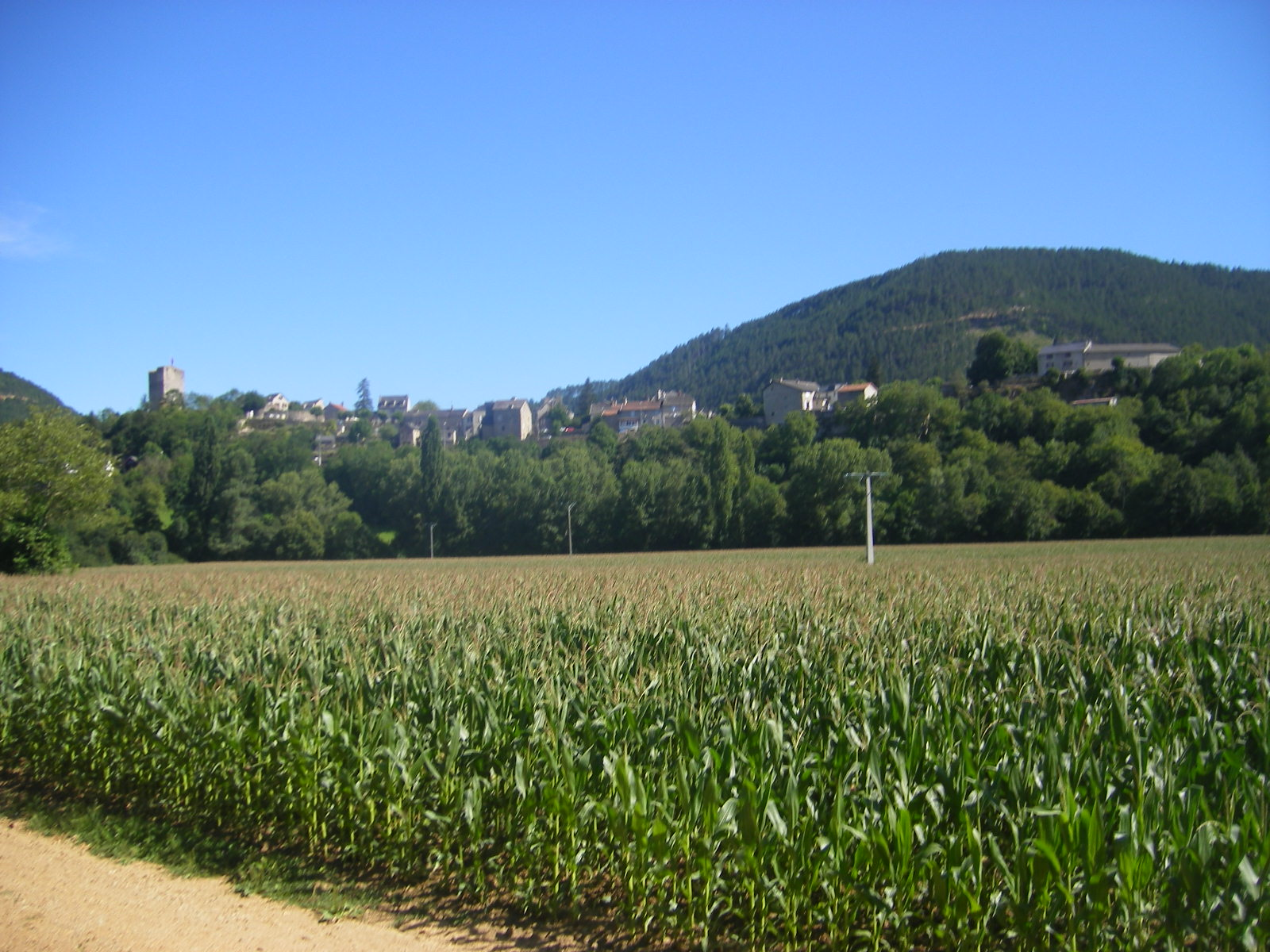
Chanac látképe a Lot völgyéből
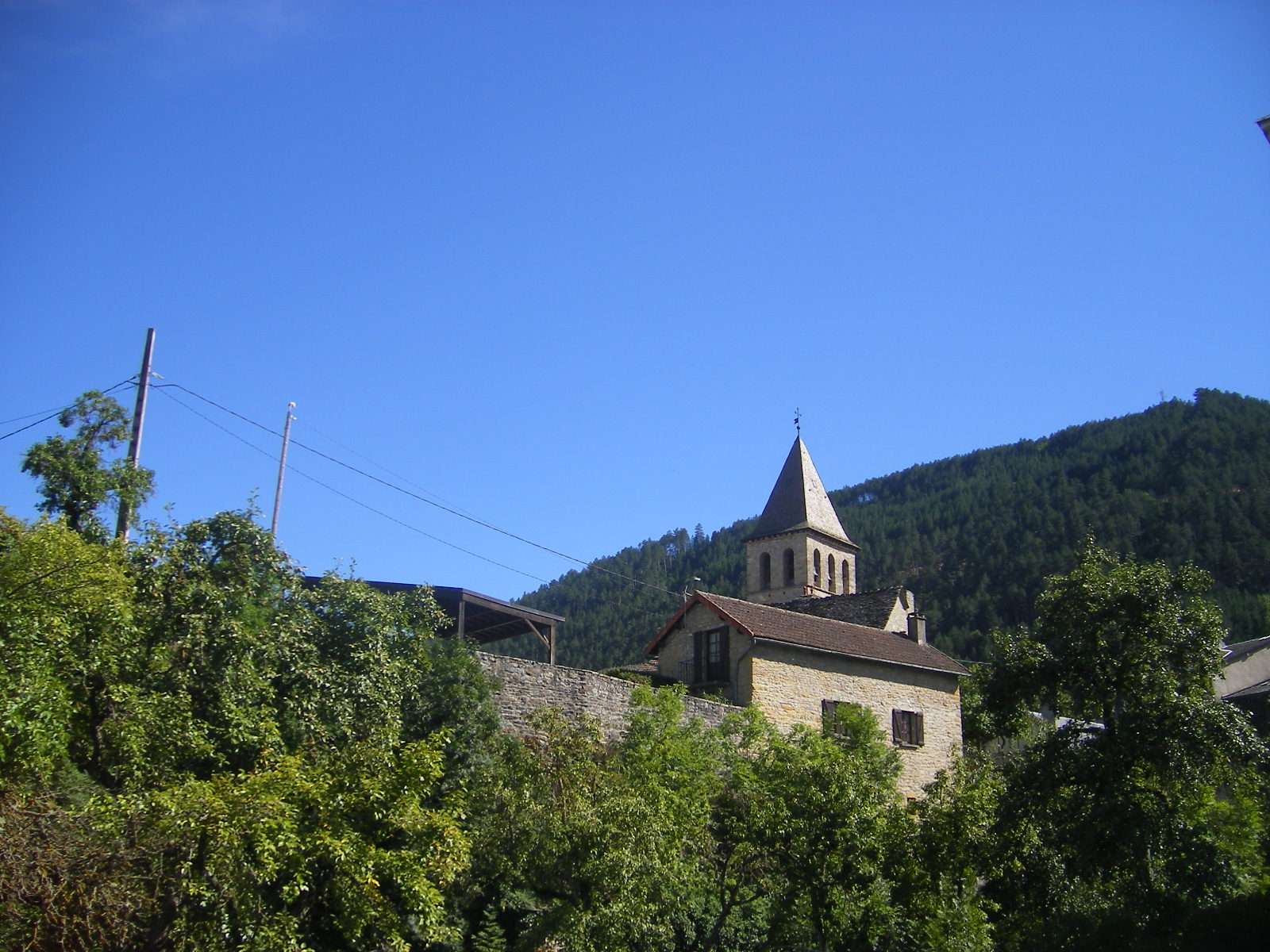
A templom alulnézetből
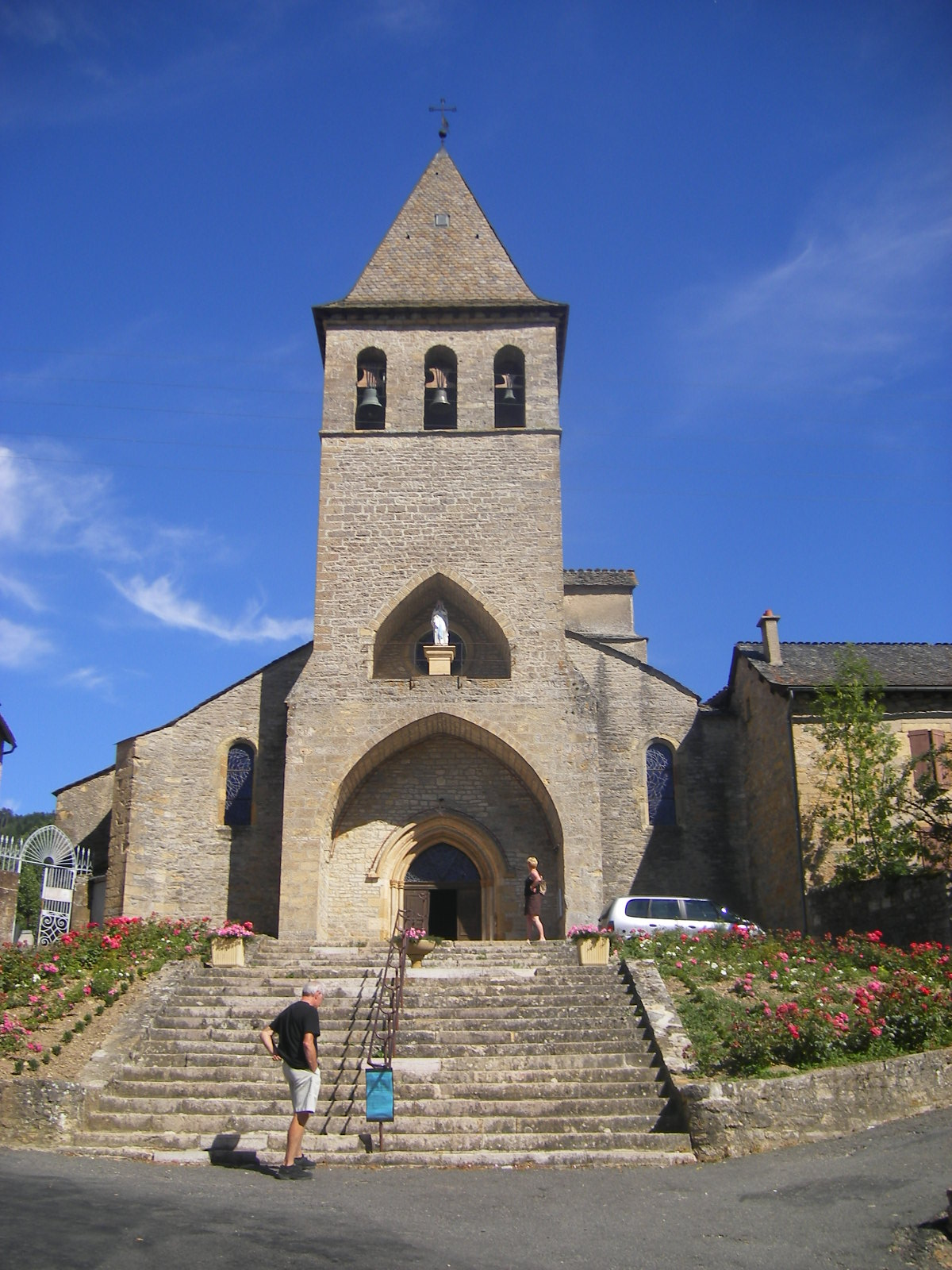
A chanaci templom
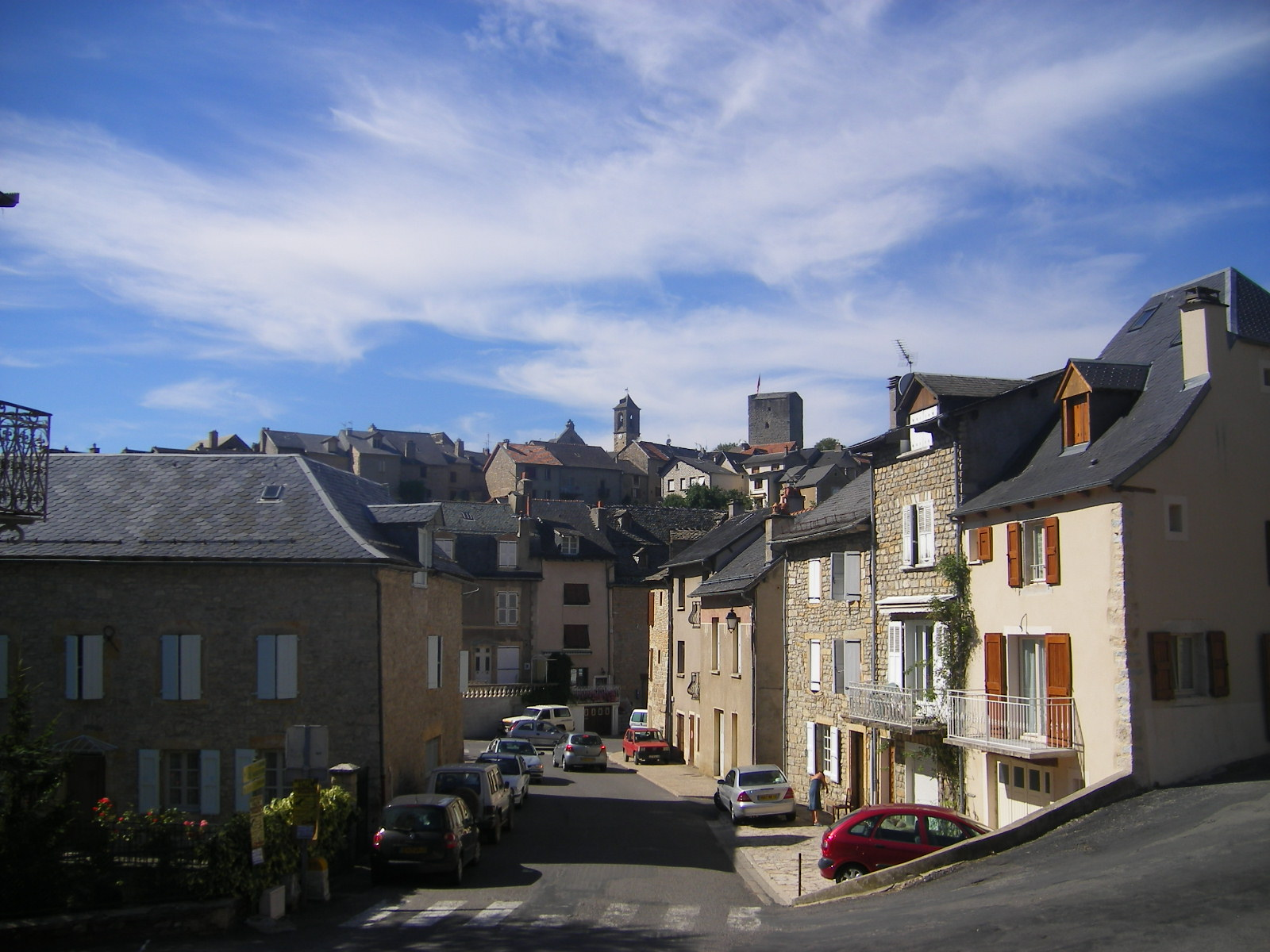
Kilátás a templom bejáratától
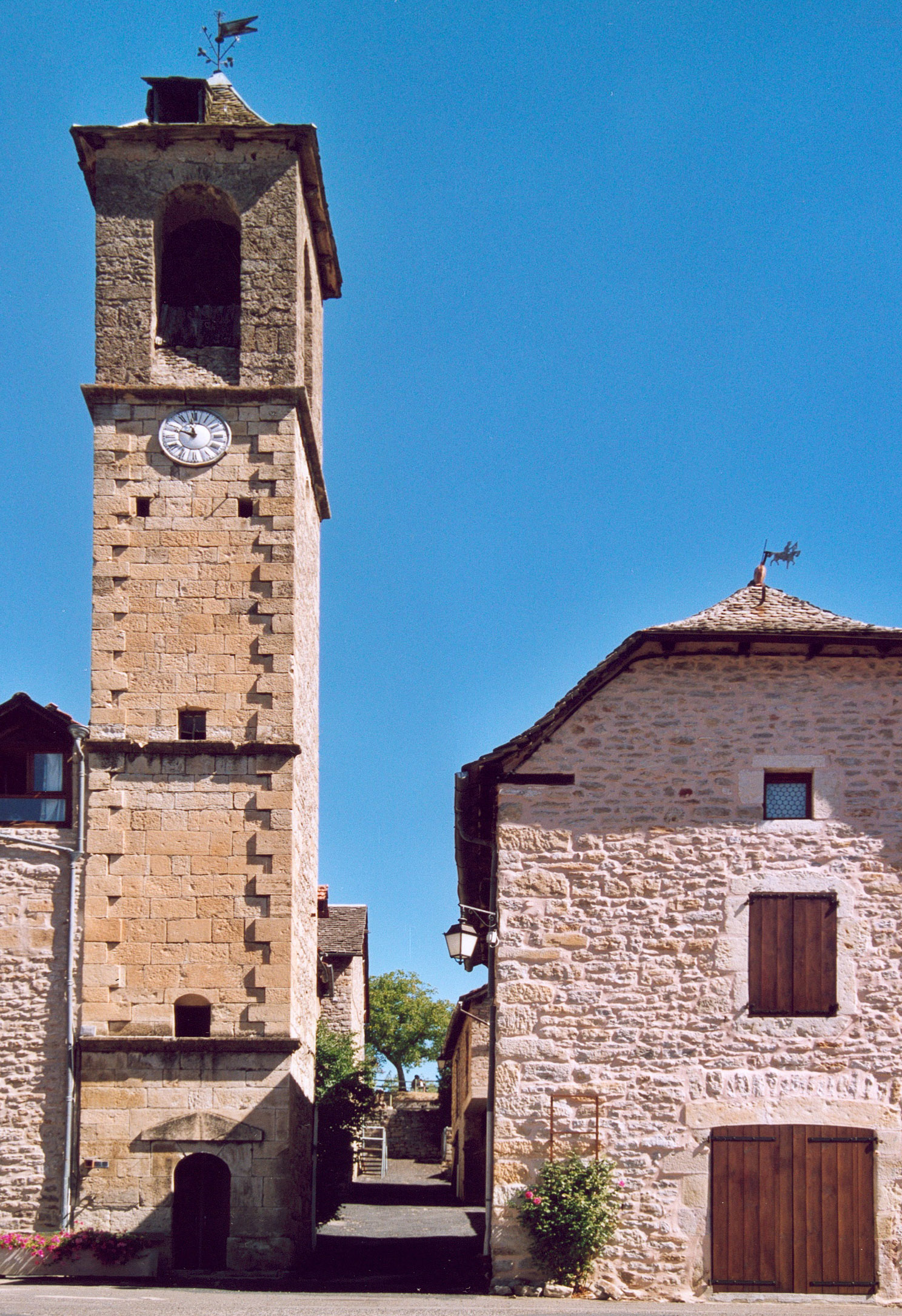
Chanac óvárosa - Beffroi
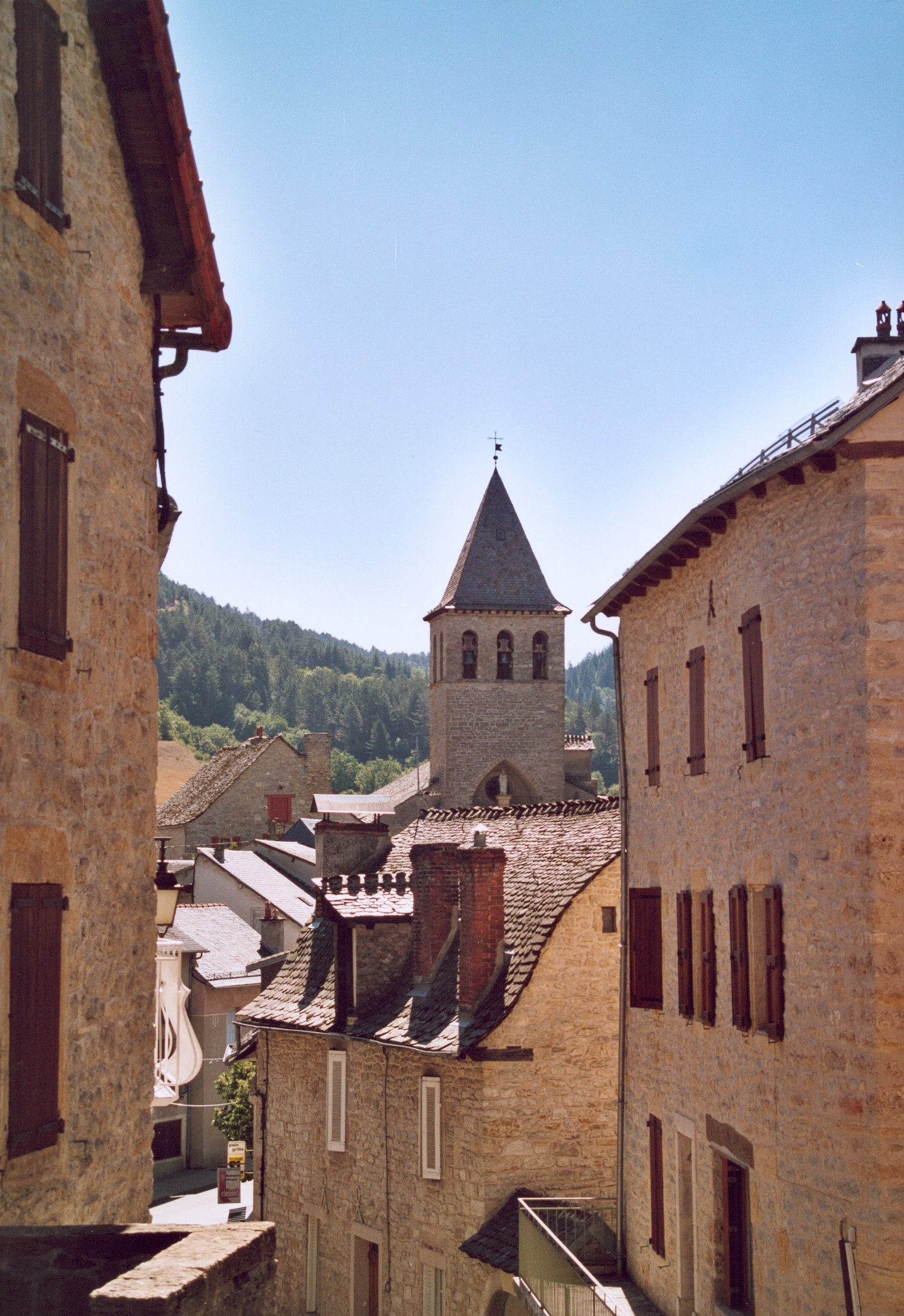
Chanac óvárosa
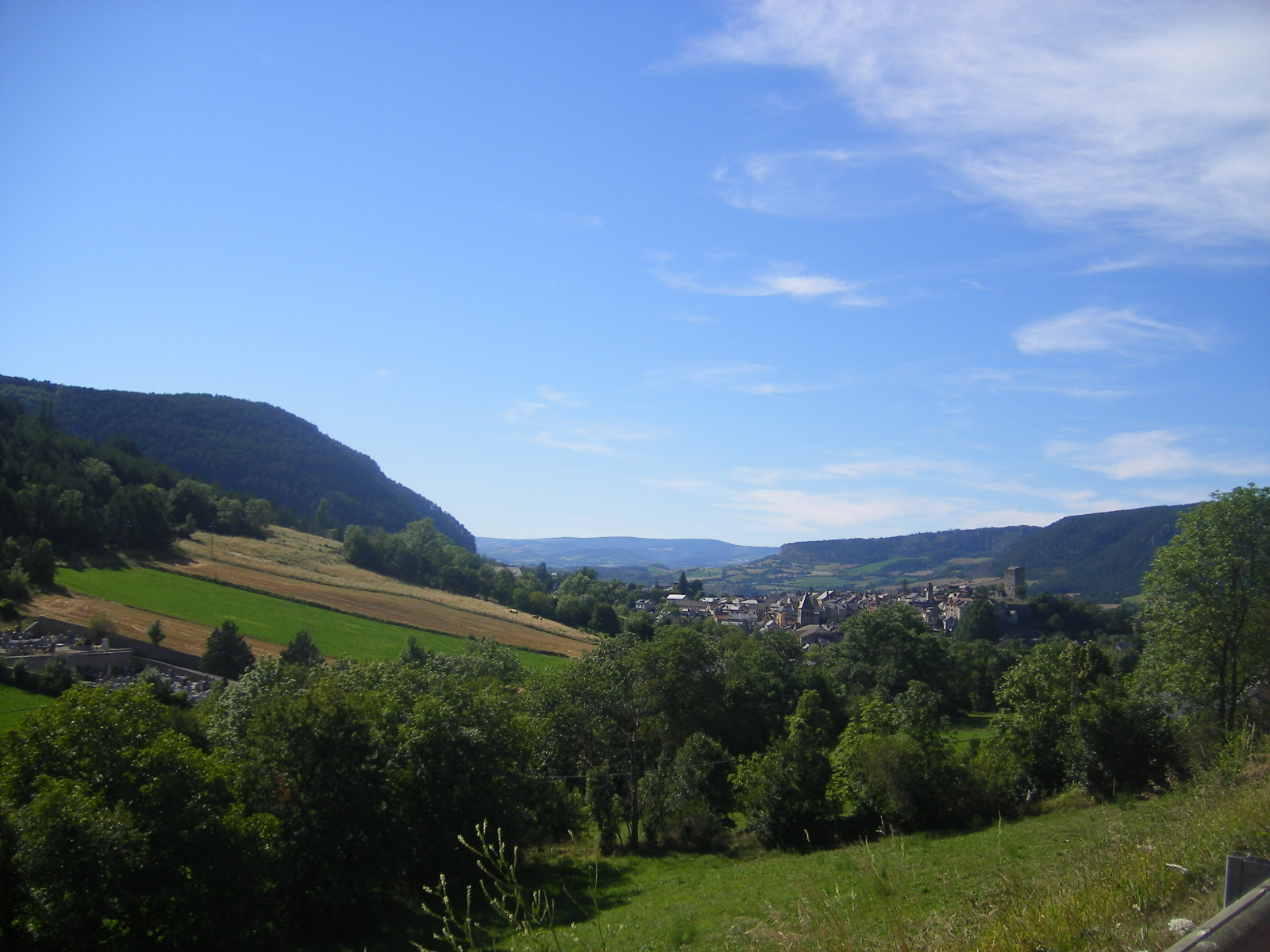
Visszatekintés Chanac-ra a Causse-ra vezető szerpentinről
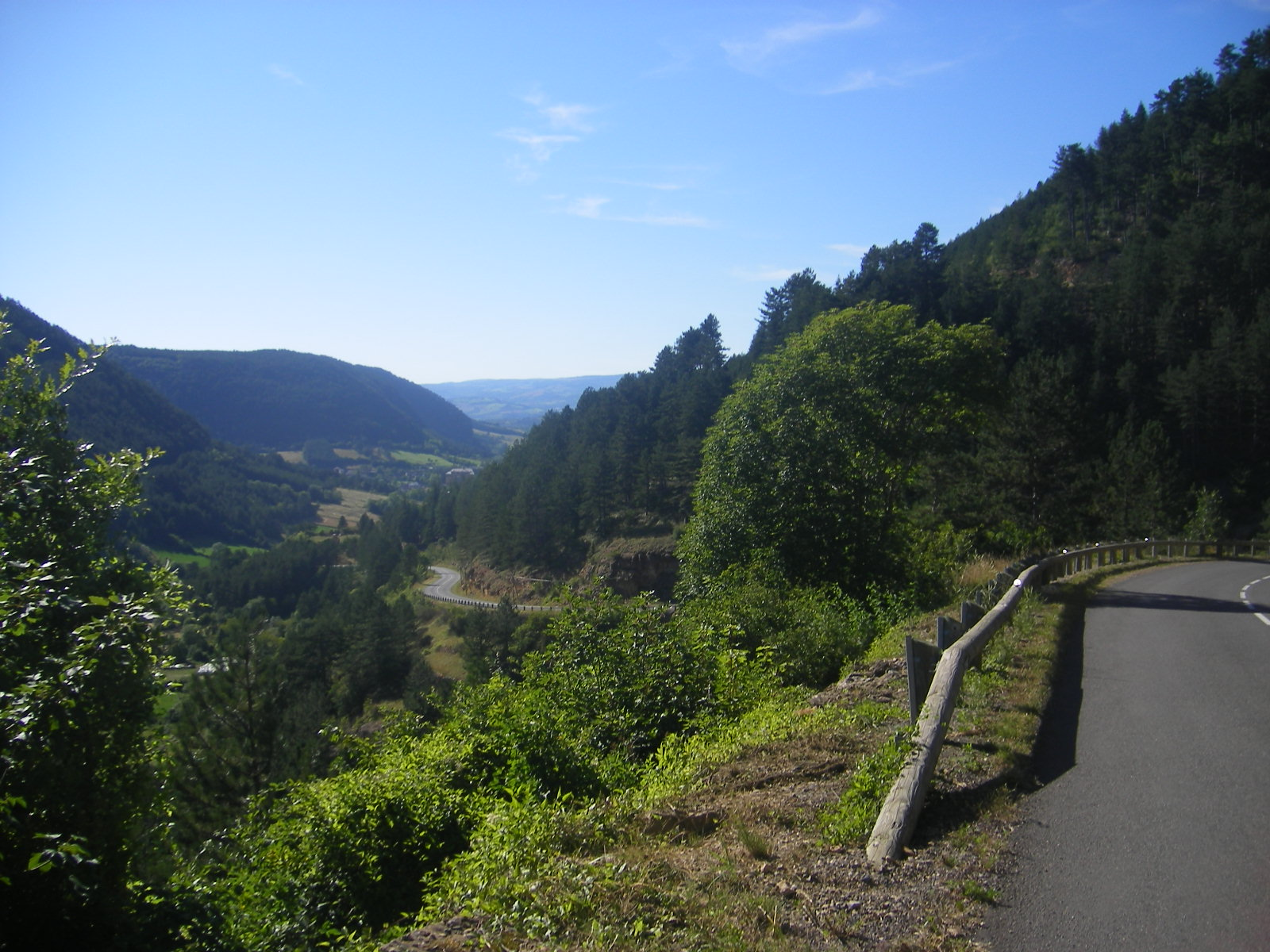
A Causse-ra felvezető szerpentin
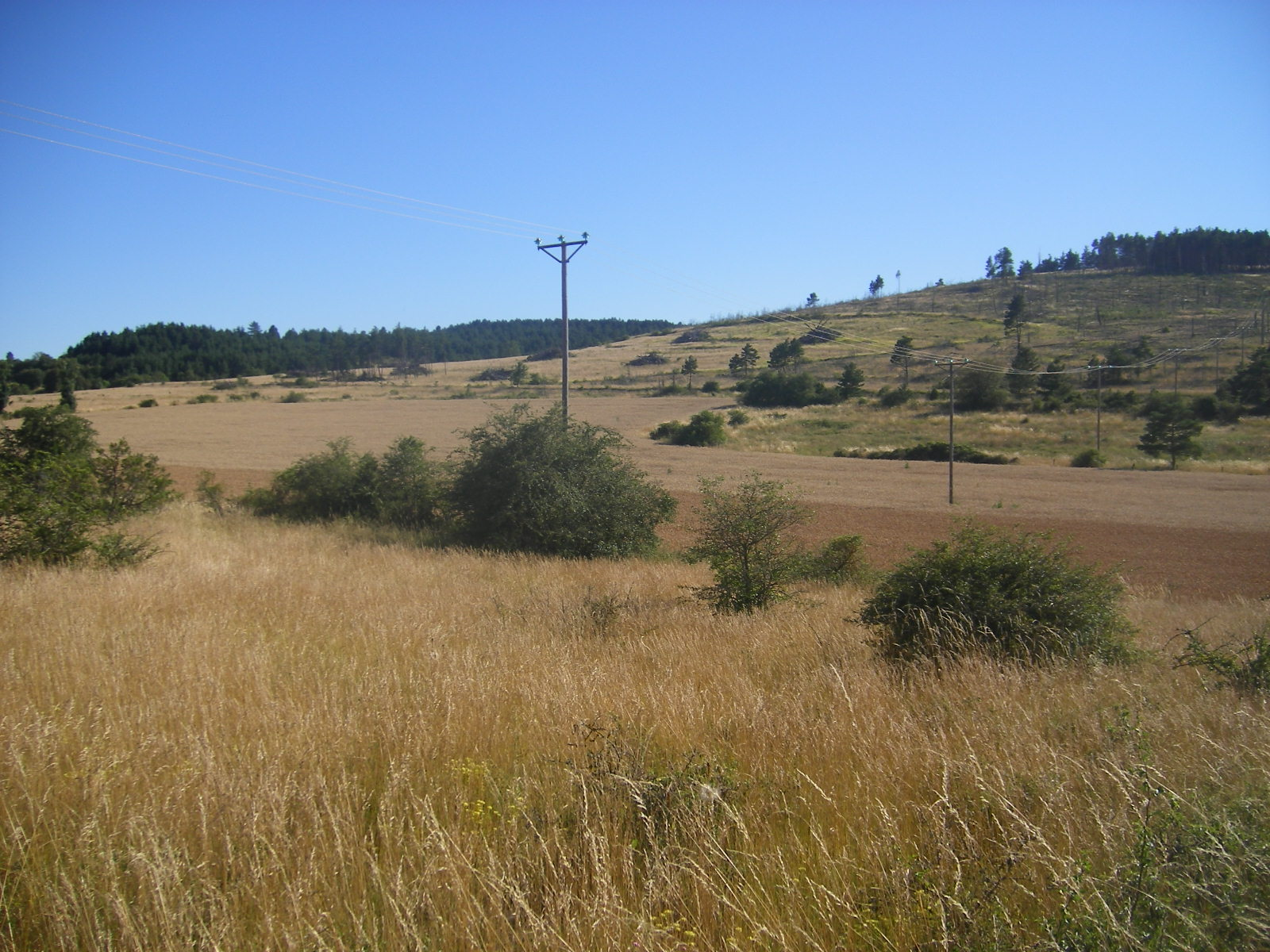
A Causse de Sauveterre
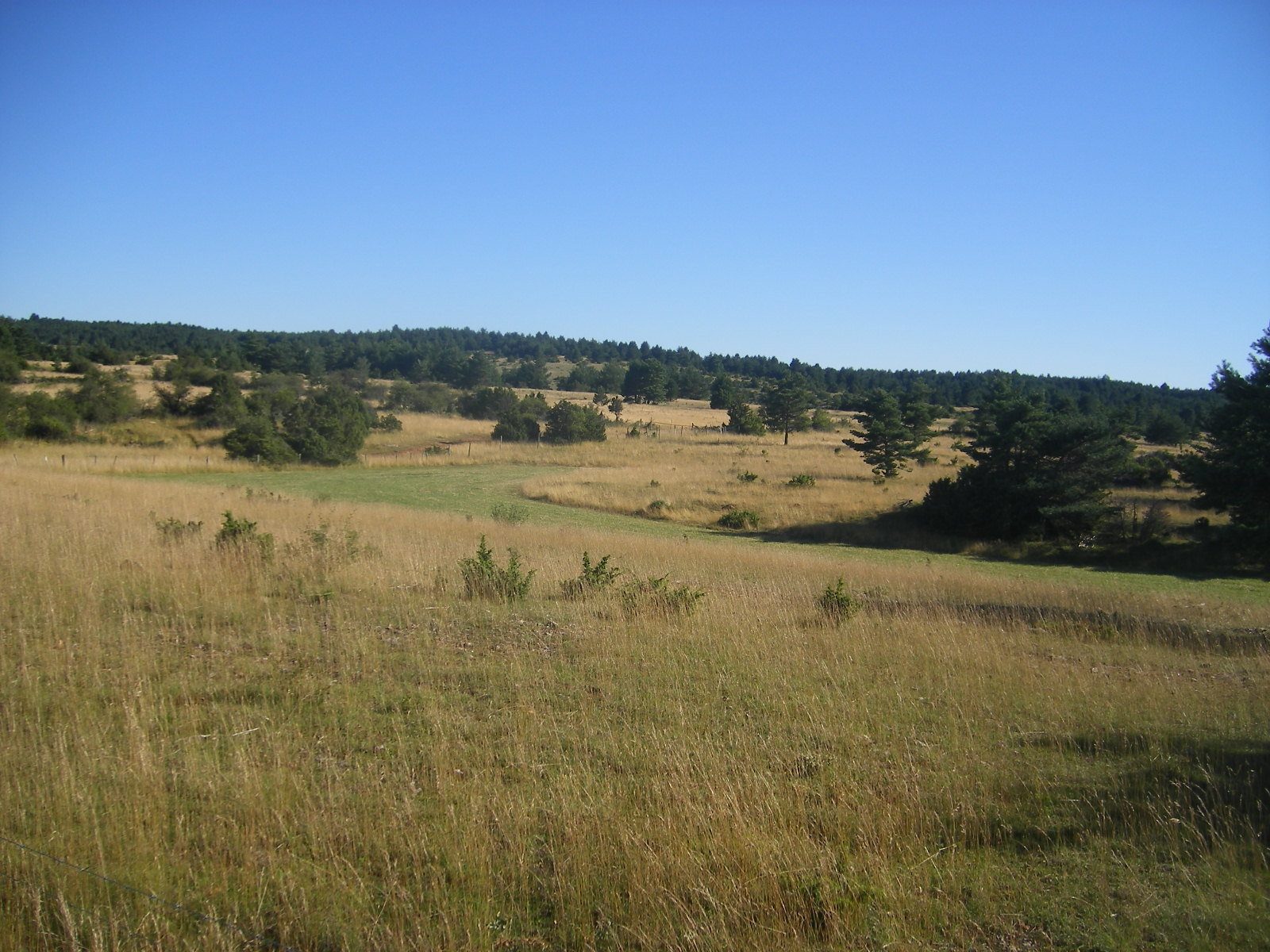
A Causse de Sauveterre
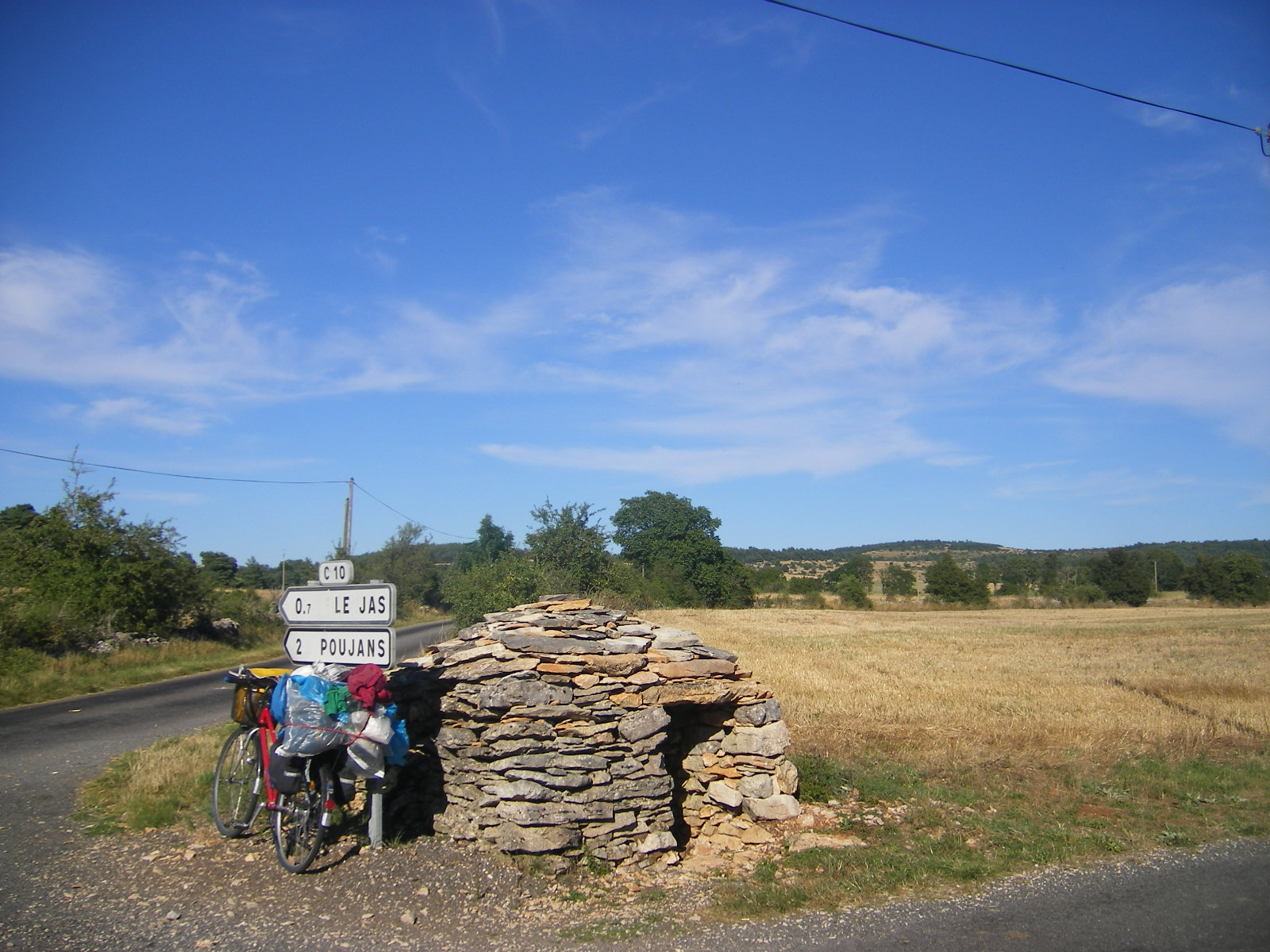
Kőkunyhó a Causse-on, Le Jas-nál

## Kapcsolódó szócikk
- Lozère megye községei